# Піски (Конотопський район)
Піски́ (до 1968 — села Глушець та Піски) — село в Україні, у Буринській міській громаді Конотопського району Сумської області. Населення становить 1191 особа. До 2020 року орган місцевого самоврядування — Пісківська сільська рада.

## Географія
Село Піски розташоване на лівому березі річки Сейм у місці де впадає в неї річка Вижлиця, вище за течією на відстані 2.5 км розташоване село Нові Вирки, нижче за течією на відстані 5 км розташоване село Клепали, на протилежному березі — села Іванівка та Волинцеве. Вище за течією річки Віжлиця на відстані 2.5 км розташоване село Новий Мир.
Річка у цьому місці звивиста, утворює лимани, стариці та заболочені озера.
Через село пролягає автомобільний шлях Т 1908.

## Історія

Братська могила радянських воїнів та пам'ятник воїнам-землякам

Поблизу села віднайдені рештки поселення неоліту, а також бронзової доби і часів Київської Русі.
Починок Глушець Дороголевської волості Путивльского повіту станом на 1638 рік значився за путивльцем Іваном Михайловичем Череповим, де було землі 270 чвертей, 12 селянських дворів та 25 дворів бобилів (Національна бібліотека України ім. В. Вернадського, ф.285, спр.7031, ч.1. арк.147).
За даними на 1862 рік:
- у власницькому селі Глушець Путивльського повіту Курської губернії мешкало 1554 особи (766 чоловіків та 788 жінки), налічувалось 182 дворових господарства, існувала православна церква[1].
- у власницькому сельці Піски (Байдурівське) мешкало 653 особи (325 чоловіків та 328 жінок), налічувалося 58 дворових господарств[2].

Станом на 1880 рік:
- у колишньому власницькому селі Глушець, центрі Глушецької волості, мешкало 1827 осіб, налічувалося 302 дворових господарства, існували православна церква, школа, лавка, 14 вітряних млинів[3].
- у колишньому власницькому та державному селі Піски (Байдурівське) Глушецької волості, мешкало 842 особи, налічувалося 127 дворових господарства, існували лавка та 2 постоялих двори[3].

Село постраждало внаслідок геноциду українського народу, проведеного урядом СССР 1932—1933 та 1946–1947 роках. В 1932—1933 роках у селі було 610 дворів, у яких мешкало 2410 осіб, встановлено смерті 1172 людей.
1968 — об'єднані села «Піски» та Глушець.
- 12 червня 2020 року, відповідно до розпорядження Кабінету Міністрів України № 723-р «Про визначення адміністративних центрів та затвердження територій територіальних громад Сумської області», село увійшло до складу Буринської міської громади[5].
- 19 липня 2020 року, в результаті адміністративно-територіальної реформи та ліквідації Буринського району, увійшло до складу новоутвореного Конотопського району[6].

7 серпня 2022 року після 17 години був артобстріл околиць села Піски. Зафіксовано 13 прильотів.
29 липня 2024 року населений пункт вчергове обстріляли російські війська. Зафіксовано 1 вибух, ймовірно ФПВ-дрон. 

## Населення
Згідно з переписом УРСР 1989 року чисельність наявного населення села становила 1380 осіб, з яких 589 чоловіків та 791 жінка.
За переписом населення України 2001 року в селі мешкала 1191 особа.
Мова ===
Розподіл населення за рідною мовою за даними перепису 2001 року:
| Мова       | Відсоток |
| ---------- | -------- |
| українська | 98,49 %  |
| російська  | 1,34 %   |
| білоруська | 0,17 %   |

## Економіка
- Молочно-товарна та птахо-товарна ферми.

## Соціальна сфера
- Загальноосвітня школа I-III ступенів (припинила діяльність 1 вересня 2021 року).

## Пам'ятки
- Обласний меморіал жертвам Голодомору 1932—1933 років. Поховано — 1185 людей[12]..